# Imre Vos
Imre Vos né le 20 novembre 1996, est un joueur néerlandais de hockey sur gazon. Il évolue au poste de défenseur au HC 's-Hertogenbosch et avec l'équipe nationale néerlandaise.

## Carrière
Il a fait ses débuts en équipe première le 28 novembre 2021 à Amsterdam contre la Belgique lors de la Ligue professionnelle 2021-2022.

## Palmarès
- : 1re à la Ligue professionnelle 2021-2022.